# Aartsbisdom Nagpur
Het aartsbisdom Nagpur (Latijn: Archidioecesis Nagpurensis) is een rooms-katholiek aartsbisdom met als zetel Nagpur, in India. De aartsbisschop van Nagpur is metropoliet van de kerkprovincie Nagpur, waartoe ook de volgende suffragane bisdommen behoren:
- Amravati
- Aurangabad
- Chanda (Syro-Malabar)

## Geschiedenis
Het aartsbisdom werd opgericht op 11 juli 1887, als het bisdom Nagpur, uit delen van het bisdom Vizagapatnam, en was suffragaan aan het aartsbisdom Madras-Mylapore. Op 19 september 1953 werd het verheven tot metropolitaan aartsbisdom. 

## Parochies
Het aartsbisdom had in 2021 een oppervlakte van 59.024 km2 en telde 13.442.390 inwoners waarvan 0,2% rooms-katholiek was.

## Ordinarii

### Bisschoppen
- Alexis Riccaz (2 augustus 1887 - 8 september 1892)
- Charles-Félix Pelvat (2 oktober 1893 - 23 juli 1900)
- Jean-Marie Crochet (28 november 1900 - 6 juni 1903)
- Etienne-Marie Bonaventure (17 september 1904 - 12 maart 1907)
- François-Etienne Coppel (22 juni 1907 - 16 maart 1933)
- Louis-François Gayet (1 februari 1934 - 26 augustus 1950)

### Aartsbisschoppen
- Eugene Louis D’Souza (12 juli 1951 - 13 september 1963)
- Leonard Joseph Raymond (16 januari 1964 - 1 februari 1974)
- Leobard D’Souza (1 juli 1975 - 17 januari 1998)
  - Sylvester Monteiro (hulpbisschop: 6 december 1993 - 9 februari 1999)
- Abraham Viruthakulangara (17 januari 1998 - 19 april 2018)
- Elias Joseph Gonsalves (3 december 2018 - heden)

Nagpur (aartsbisdom) · Amravati · Aurangabad · Chanda (Syro-Malabar)